# Artiora flavescens
Artiora flavescens är en fjärilsart som beskrevs av Louis Beethoven Prout 1915. Artiora flavescens ingår i släktet Artiora och familjen mätare. Inga underarter finns listade i Catalogue of Life.